# Rubén Prey
Rúben David d'Oliveira Santos Prey (Paço de Arcos, Portugal, 16 de febrer de 2005) és un jugador de bàsquet portuguès. Des de l'estiu de 2023 pertany a la primera plantilla de Club Joventut Badalona. Amb 2,08 metres d'alçada, juga en la posició de pivot.

## Carrera esportiva
Es va formar en el Paço de Arcos portuguès, on va jugar fins als 13 anys, signant l'any 2018 pel CA Queluz, on va jugar dues temporades.
L'estiu de 2020 arriba a Badalona per formar part de les categories inferiors del Club Joventut Badalona, i amb tot just 15 anys disputaria partits amb el filial de Lliga EBA. El 13 de febrer de 2023 es va proclamar campió de l'Adidas Next Generation Tournament de Patras, en el qual Rubén aconsegueix el premi a l'MVP del torneig. Durant la mateixa temporada alterna la seva participació en el filial de Lliga EBA i en el CB Prat de LEB Plata. Debuta amb el primer equip de la Penya l'11 de setembre de 2023, en partit de Lliga Catalana davant el BAXI Manresa.

## Selecció nacional
És internacional amb les categories inferiors de la selecció de bàsquet de Portugal. A l'estiu de 2022, va disputar l'Europeu Sub 20.